# Lumbrineris pinaster
Lumbrineris pinaster é uma espécie de anelídeo pertencente à família Lumbrineridae.
A autoridade científica da espécie é Martins, Carrera-Parra, Quintino & Rodrigues, 2012, tendo sido descrita no ano de 2012.
Trata-se de uma espécie presente no território português, incluindo a sua zona económica exclusiva.